# ساختمان میوچوال ریزرو
ساختمان میوچوال ریزرو (انگلیسی: Mutual Reserve Building) یک ساختمان اداری در خیابان برادوی، منهتن، نیویورک است.
این ساختمان که در سال ۱۸۹۲ شروع به ساخت و در سال ۱۸۹۴ افتتاح شده‌است دارای ۱۳ طبقه و ۵۶ متر ارتفاع می‌باشد.

## نگارخانه

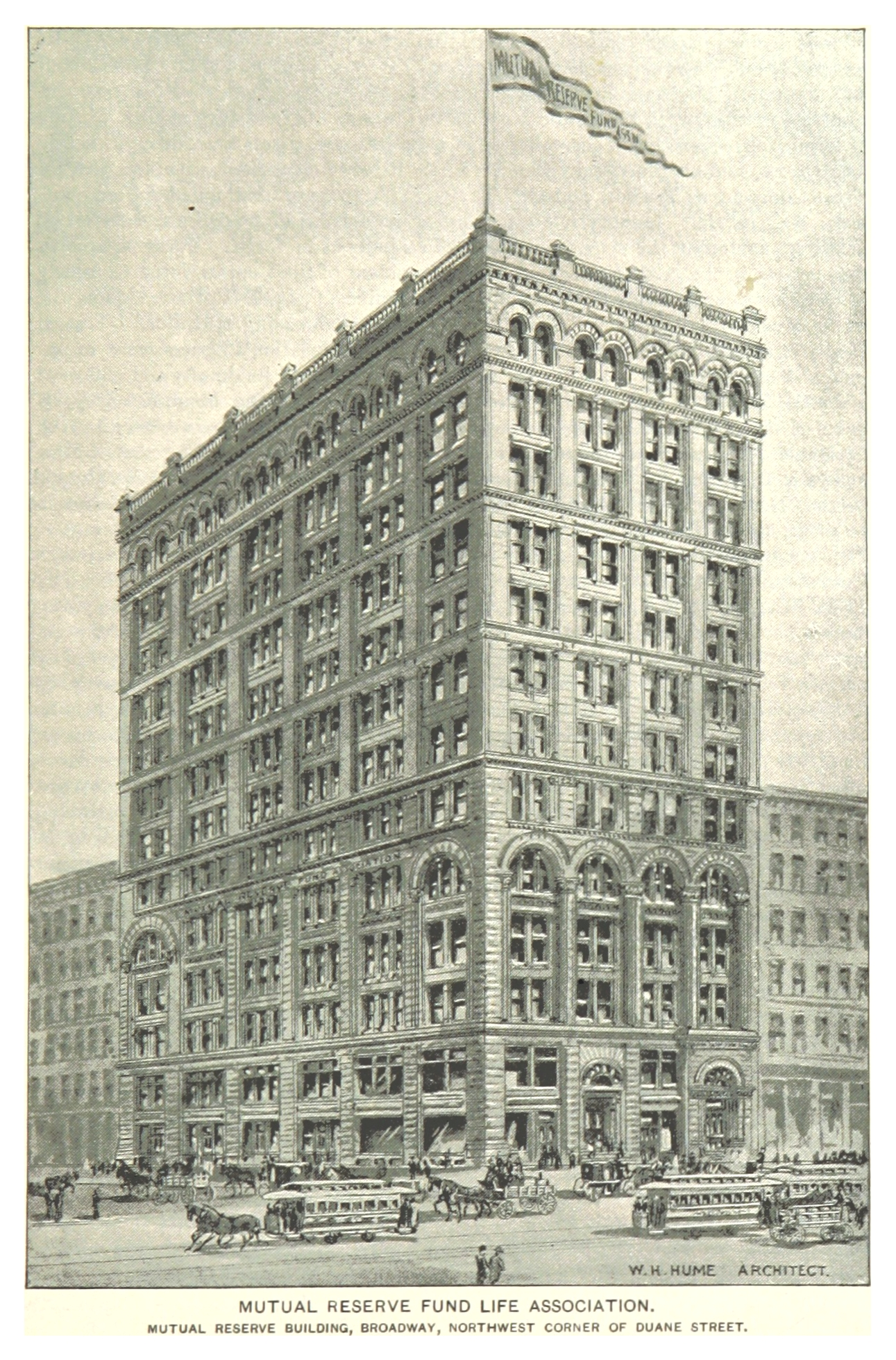
۱۸۹۳
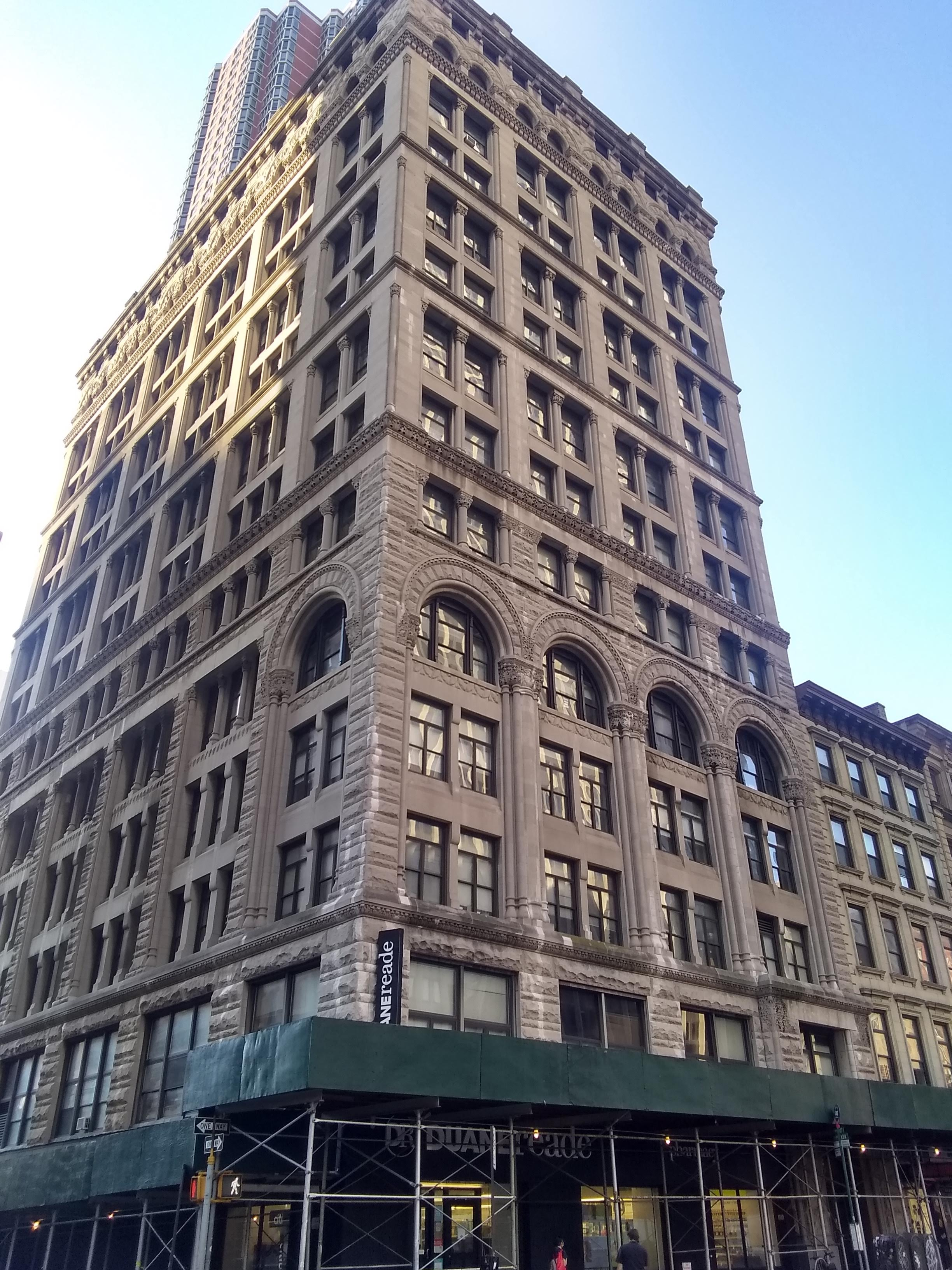
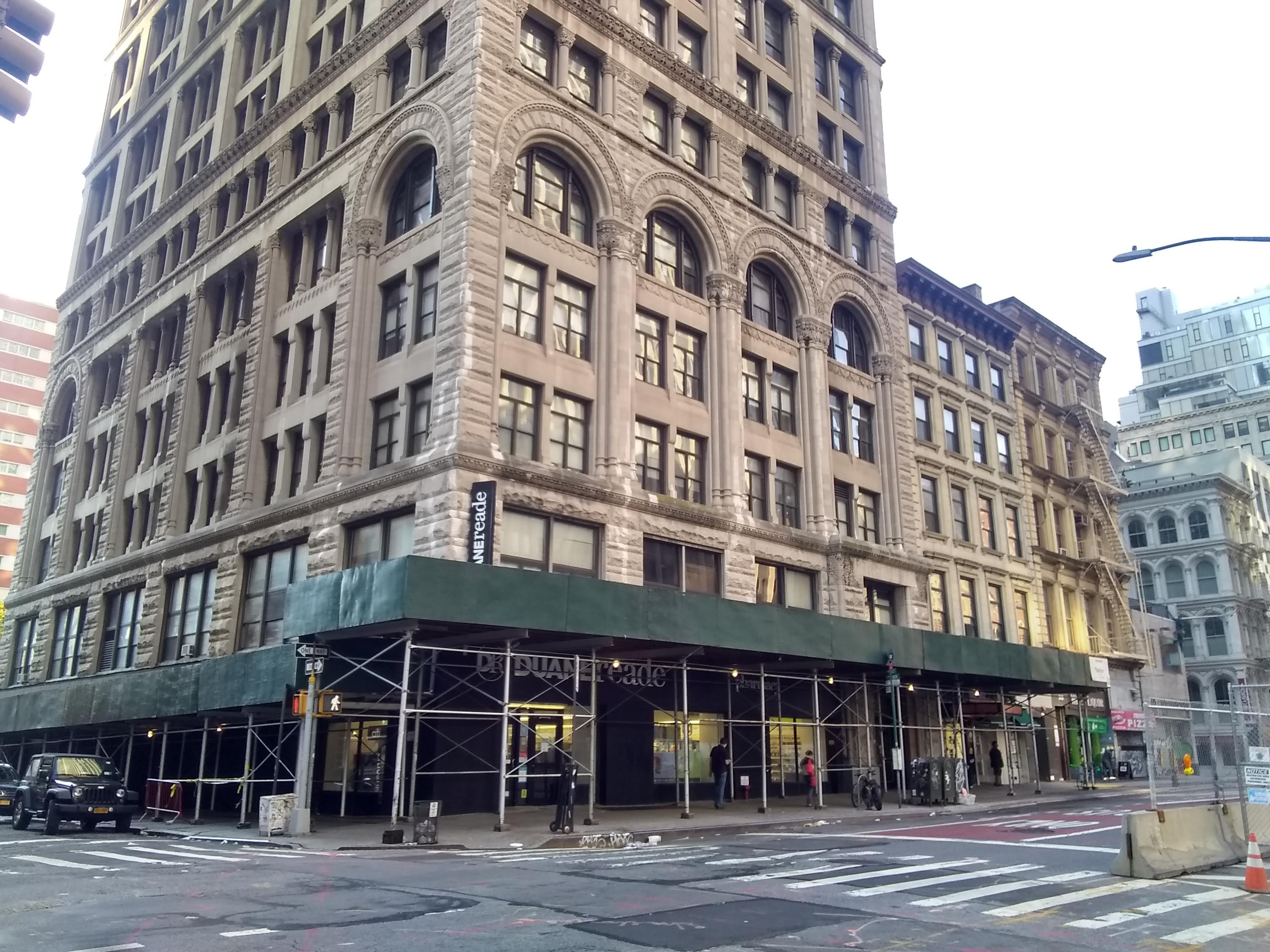
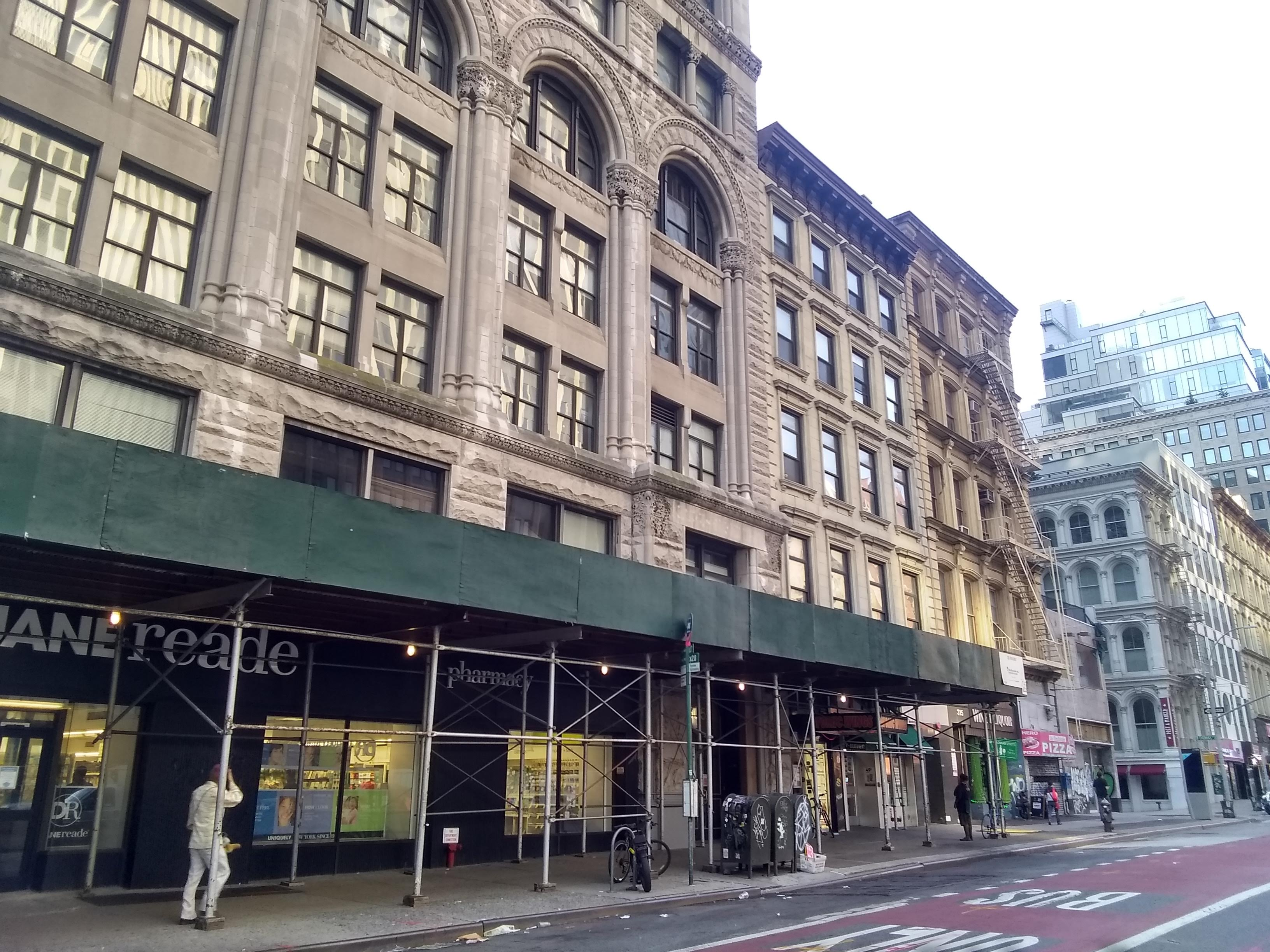